# Alta Sociedade (filme)
Alta Sociedade  (High Society) é um filme estadunidense de 1956 dirigido por Charles Walters. É estrelado por Grace Kelly em seu último papel no cinema. Foi produzido pela Metro-Goldwyn-Mayer, baseado na peça The Philadelphia Story de Philip Barry. Conta com canções de Cole Porter. A peça já havia sido filmada anteriormente,  em 1940, sem alteração do nome.

## Sinopse
Moça rica está para se casar, mas hesita quando o ex-marido boa-vida retorna tentando reconquistá-la.

## Produção
Durante a pré-produção, Grace Kelly já havia feito planos de se casar com o príncipe Rainier de Mônaco, e embora ela tivesse um longo contrato com a MGM, este acabou sendo seu último papel no cinema. Kelly também havia sido escalada pelo estúdio para estrelar o filme, Teu nome é mulher (1956), mas com a recusa, o papel de "Marilla Brown Hagen" acabou ficado com Lauren Bacall.
Alta Sociedade marcou a primeira vez que dois dos mais populares cantores dos Estados Unidos, Bing Crosby e Frank Sinatra, apareceram juntos em um filme, e também marca o retorno das canções de Cole Porter ao cinema, desde A Costela de Adão (1949). O filme também destaca-se pelo fato de marcar a estreia de Grace Kelly como cantora, cuja gravação de True Love, ao lado de Crosby se tornou um hit popular e ganhou um prêmio Grammy. Das nove músicas incluídas no filme, apenas uma, Did You Evah? não foi escrito expressamente para Alta Sociedade; Porter escreveu a canção para o seu musical de 1939, Du Barry Was a Lady, estrelado por Ethel Merman e Bert Lahr com direção de Charles Walters.
Partes do filme foram filmadas em San Marino, Califórnia. Alta Sociedade foi nomeado para um Oscar de melhor canção original por True Love e trilha sonora.

## Elenco
- Bing Crosby…C.K. Dexter-Haven
- Grace Kelly…Tracy Samantha Lord
- Frank Sinatra…Mike
- Celeste Holm
- John Lund
- Louis Calhern
- Sidney Blackmer
- Louis Armstrong
- Margalo Gillmore
- Lydia Reed
- Gordon Richards
- Richard Garrick

## Canções
- "High Society Calypso"
- "True Love"
- "Who Wants to Be a Millionaire?"
- "I Love You, Samantha"
- "You're Sensational"
- "Well, Did You Evah!"
- "Little One"
- "Now You Has Jazz"
- "Mind if I Make Love to You?"

## Premiação
Oscar:
- Nomeado: Melhor Música, por "True Love".
- Nomeado: Melhor Trilha Sonora.

## Lançamento
High Society foi lançado originalmente nos cinemas, em 17 de julho de 1956, tornando-se o filme de maior bilheteria da Metro-Goldwyn-Mayer naquele ano.